# Groupe I des éliminatoires du Championnat d'Europe de football espoirs 2023
 (juin 2022).
Si vous disposez d'ouvrages ou d'articles de référence ou si vous connaissez des sites web de qualité traitant du thème abordé ici, merci de compléter l'article en donnant les références utiles à sa vérifiabilité et en les liant à la section « Notes et références ».
Navigation
Groupe H
Le Groupe I des Éliminatoires du Championnat d'Europe de football espoirs 2023 est composé de cinq équipes: le Danemark, la Belgique, la Turquie, l'Écosse et le Kazakhstan. La composition des neuf groupes de la phase de groupes a été décidée par le tirage au sort effectué le 28 janvier 2021 à 12h00 CET (UTC+1), au siège de l'UEFA à Nyon, en Suisse, avec les équipes classées selon leur classement par coefficient.

## Classement
| Rang | Équipe     | Pts | J | G | N | P | Bp | Bc | Diff |  | Résultats (▼ dom., ► ext.) |     |     |     |     |     |
| ---- | ---------- | --- | - | - | - | - | -- | -- | ---- |  | -------------------------- | --- | --- | --- | --- | --- |
| 1    | Belgique   | 20  | 8 | 6 | 2 | 0 | 14 | 2  | +12  |  | Belgique                   |     | 1-0 | 2-0 | 0-0 | 2-0 |
| 2    | Danemark   | 17  | 8 | 5 | 2 | 1 | 12 | 6  | +6   |  | Danemark                   | 1-1 |     | 3-2 | 1-1 | 3-0 |
| 3    | Turquie    | 8   | 8 | 2 | 2 | 4 | 7  | 11 | -4   |  | Turquie                    | 0-3 | 1-2 |     | 1-1 | 0-0 |
| 4    | Écosse     | 7   | 8 | 1 | 4 | 3 | 6  | 10 | -4   |  | Écosse                     | 0-2 | 0-1 | 0-2 |     | 2-1 |
| 5    | Kazakhstan | 2   | 8 | 0 | 2 | 6 | 4  | 14 | -10  |  | Kazakhstan                 | 1-3 | 0-1 | 0-1 | 2-2 |     |

- Le Kazakhstan est éliminé depuis le 29 mars 2022 à la suite de son partage face à l'Écosse (2-2) conjugué au partage du Danemark face à la Belgique (1-1).
- La Belgique est assurée de terminer première du groupe à la suite de son partage au Danemark (1-1), le 29 mars 2022.
- L'Écosse est éliminée à la suite de la victoire du Danemark face au Kazakhstan (3-0), le 4 juin 2022.
- La Turquie est éliminée depuis le 10 juin 2022 malgré son match nul face au Kazakhstan (0-0) conjugué au match nul du Danemark face à l'Écosse (1-1).
- Le Danemark est assurée de terminer deuxième de son groupe à la suite du partage de la Turquie (0-0) face au Kazakhstan, le 10 juin 2022.

## Matchs
Les heures sont CET/CEST, comme indiqué par l'UEFA (les heures locales, si elles sont différentes, sont entre parenthèses).
| 4 juin 2021   | Kazakhstan   | 1 - 3   | Belgique                                | Stade central, Aktioubé                                  |                                                          |
| 15h00 (19h00) | Zhumabek 43e | (1 - 2) | 28e Sardella · 45+1e Onana · 75e Openda | Spectateurs : 4 319 Arbitrage : Kaarlo Oskari Hämäläinen | Spectateurs : 4 319 Arbitrage : Kaarlo Oskari Hämäläinen |
| 15h00 (19h00) | Rapport      |         |                                         | Spectateurs : 4 319 Arbitrage : Kaarlo Oskari Hämäläinen | Spectateurs : 4 319 Arbitrage : Kaarlo Oskari Hämäläinen |

| 3 septembre 2021 | Turquie | 0 - 3   | Belgique                         | Timsah Arena, Bursa                         |                                             |
| 19h00 (20h00)    |         | (0 - 1) | 31e 81e Openda · 90+2e Vertessen | Spectateurs : 1 298 Arbitrage : Ádám Farkas | Spectateurs : 1 298 Arbitrage : Ádám Farkas |
| 19h00 (20h00)    | Rapport |         |                                  | Spectateurs : 1 298 Arbitrage : Ádám Farkas | Spectateurs : 1 298 Arbitrage : Ádám Farkas |

| 7 septembre 2021 | Kazakhstan | 0 - 1   | Danemark   | Astana Arena, Astana                             |                                                  |
| 16h00 (21h00)    |            | (0 - 0) | 78e Bøving | Spectateurs : 1 961 Arbitrage : Dejan Jakimovksi | Spectateurs : 1 961 Arbitrage : Dejan Jakimovksi |
| 16h00 (21h00)    | Rapport    |         |            | Spectateurs : 1 961 Arbitrage : Dejan Jakimovksi | Spectateurs : 1 961 Arbitrage : Dejan Jakimovksi |

| 7 septembre 2021 | Turquie    | 1 - 1   | Écosse       | Timsah Arena, Bursa                        |                                            |
| 18h30 (19h30)    | Destan 75e | (0 - 1) | 9e Middleton | Spectateurs : 1 042 Arbitrage : Igor Pajac | Spectateurs : 1 042 Arbitrage : Igor Pajac |
| 18h30 (19h30)    | Rapport    |         |              | Spectateurs : 1 042 Arbitrage : Igor Pajac | Spectateurs : 1 042 Arbitrage : Igor Pajac |

| 7 octobre 2021 | Écosse  | 0 - 1   | Danemark    | Tynecastle Stadium, Édimbourg                  |                                                |
| 20h05 (19h05)  |         | (0 - 1) | 13e Isaksen | Spectateurs : 1 473 Arbitrage : Rade Obrenovič | Spectateurs : 1 473 Arbitrage : Rade Obrenovič |
| 20h05 (19h05)  | Rapport |         |             | Spectateurs : 1 473 Arbitrage : Rade Obrenovič | Spectateurs : 1 473 Arbitrage : Rade Obrenovič |

| 8 octobre 2021 | Belgique                                 | 2 - 0   | Kazakhstan | Den Dreef, Louvain                           |                                              |
| 20h00          | Openda 31e (pen.) · Vertessen 84e (pen.) | (1 - 0) |            | Spectateurs : 442 Arbitrage : Walter Altmann | Spectateurs : 442 Arbitrage : Walter Altmann |
| 20h00          | Rapport                                  |         |            | Spectateurs : 442 Arbitrage : Walter Altmann | Spectateurs : 442 Arbitrage : Walter Altmann |

| 12 octobre 2021 | Kazakhstan | 0 - 1   | Turquie    | Stade Chakhtar, Karaganda                   |                                             |
| 13h00 (18h00)   |            | (0 - 1) | 27e Destan | Spectateurs : 1 246 Arbitrage : Rohit Saggi | Spectateurs : 1 246 Arbitrage : Rohit Saggi |
| 13h00 (18h00)   | Rapport    |         |            | Spectateurs : 1 246 Arbitrage : Rohit Saggi | Spectateurs : 1 246 Arbitrage : Rohit Saggi |

| 12 octobre 2021 | Belgique   | 1 - 0   | Danemark | Den Dreef, Louvain                                |                                                   |
| 20h00           | Openda 38e | (1 - 0) |          | Spectateurs : 1 052 Arbitrage : Athanasios Tzilos | Spectateurs : 1 052 Arbitrage : Athanasios Tzilos |
| 20h00           | Rapport    |         |          | Spectateurs : 1 052 Arbitrage : Athanasios Tzilos | Spectateurs : 1 052 Arbitrage : Athanasios Tzilos |

| 12 novembre 2021 | Belgique                                     | 2 - 0   | Turquie | Den Dreef, Louvain                         |                                            |
| 20h00            | Balikwisha 51e · Van der Brempt 90+5e (pen.) | (0 - 0) |         | Spectateurs : 1 605 Arbitrage : Rob Harvey | Spectateurs : 1 605 Arbitrage : Rob Harvey |
| 20h00            | Rapport                                      |         |         | Spectateurs : 1 605 Arbitrage : Rob Harvey | Spectateurs : 1 605 Arbitrage : Rob Harvey |

| 12 novembre 2021 | Écosse                      | 2 - 1   | Kazakhstan    | Tannadice Park, Dundee                    |                                           |
| 20h05 (19h05)    | Fiorini 28e · Middleton 56e | (1 - 0) | 71e Samorodov | Spectateurs : 1 221 Arbitrage : Snir Levy | Spectateurs : 1 221 Arbitrage : Snir Levy |
| 20h05 (19h05)    | Rapport                     |         |               | Spectateurs : 1 221 Arbitrage : Snir Levy | Spectateurs : 1 221 Arbitrage : Snir Levy |

| 16 novembre 2021 | Turquie       | 1 - 2   | Danemark                         | Stade Bahçeşehir Okulları, Alanya          |                                            |
| 18h00 (20h00)    | Bayrakdar 51e | (0 - 2) | 4e (pen.) Lindstrøm · 21e Daramy | Spectateurs : 108 Arbitrage : Peter Bankes | Spectateurs : 108 Arbitrage : Peter Bankes |
| 18h00 (20h00)    | Rapport       |         |                                  | Spectateurs : 108 Arbitrage : Peter Bankes | Spectateurs : 108 Arbitrage : Peter Bankes |

| 16 novembre 2021 | Écosse  | 0 - 2   | Belgique                       | Tannadice Park, Dundee                        |                                               |
| 20h05 (19h05)    |         | (0 - 1) | 40e (pen.) Openda · 87e Raskin | Spectateurs : 2 304 Arbitrage : Willy Delajod | Spectateurs : 2 304 Arbitrage : Willy Delajod |
| 20h05 (19h05)    | Rapport |         |                                | Spectateurs : 2 304 Arbitrage : Willy Delajod | Spectateurs : 2 304 Arbitrage : Willy Delajod |

| 25 mars 2022  | Écosse  | 0 - 2   | Turquie                   | Tynecastle Stadium, Édimbourg                    |                                                  |
| 20h05 (19h05) |         | (0 - 1) | 28e Bayır · 71e K. Yılmaz | Spectateurs : 2 608 Arbitrage : Andrei Chivulete | Spectateurs : 2 608 Arbitrage : Andrei Chivulete |
| 20h05 (19h05) | Rapport |         |                           | Spectateurs : 2 608 Arbitrage : Andrei Chivulete | Spectateurs : 2 608 Arbitrage : Andrei Chivulete |

| 29 mars 2022  | Kazakhstan                           | 2 - 2   | Écosse                   | Stade central, Almaty       |                             |
| 13h00 (18h00) | Seydakhmet 71e (pen.) · Zhumabek 83e | (0 - 1) | 25e Graham · 58e Clayton | Arbitrage : Dumitri Muntean | Arbitrage : Dumitri Muntean |
| 13h00 (18h00) | Rapport                              |         |                          | Arbitrage : Dumitri Muntean | Arbitrage : Dumitri Muntean |

| 29 mars 2022 | Danemark    | 1 - 1   | Belgique   | MCH Arena, Herning       |                          |
| 20h00        | Isaksen 37e | (1 - 0) | 53e Openda | Arbitrage : Urs Schnyder | Arbitrage : Urs Schnyder |
| 20h00        | Rapport     |         |            | Arbitrage : Urs Schnyder | Arbitrage : Urs Schnyder |

| 4 juin 2022 | Danemark                                  | 3 - 0   | Kazakhstan | Vejle Stadium, Vejle  |                       |
| 15h00       | Isaksen 1re · Kjærgaard 25e · Grønbæk 90e | (2 - 0) |            | Arbitrage : Genc Nuza | Arbitrage : Genc Nuza |
| 15h00       | Rapport                                   |         |            | Arbitrage : Genc Nuza | Arbitrage : Genc Nuza |

| 5 juin 2022 | Belgique | 0 - 0   | Écosse | Stayen, Saint-Trond        |                            |
| 16h00       |          | (0 - 0) |        | Arbitrage : Georgi Davidov | Arbitrage : Georgi Davidov |
| 16h00       | Rapport  |         |        | Arbitrage : Georgi Davidov | Arbitrage : Georgi Davidov |

| 10 juin 2022 | Danemark      | 1 - 1   | Écosse      | Vejle Stadium, Vejle         |                              |
| 18h00        | Kjærgaard 70e | (0 - 1) | 45+2e Kelly | Arbitrage : Cesar Soto Grado | Arbitrage : Cesar Soto Grado |
| 18h00        | Rapport       |         |             | Arbitrage : Cesar Soto Grado | Arbitrage : Cesar Soto Grado |

| 10 juin 2022  | Turquie | 0 - 0   | Kazakhstan | Stade Recep-Tayyip-Erdoğan, Istanbul |                             |
| 19h00 (20h00) |         | (0 - 0) |            | Arbitrage : Kári Á Høvdanum          | Arbitrage : Kári Á Høvdanum |
| 19h00 (20h00) | Rapport |         |            | Arbitrage : Kári Á Høvdanum          | Arbitrage : Kári Á Høvdanum |

| 14 juin 2022 | Danemark                                     | 3 - 2   | Turquie                    | Vejle Stadium, Vejle                |                                     |
| 18h00        | O'Riley 17e · Isaksen 66e · Kvistgaarden 76e | (1 - 1) | 9e Yılmaz · 90+2e Yıldırım | Arbitrage : Miguel Bertolo Nogueira | Arbitrage : Miguel Bertolo Nogueira |
| 18h00        | Rapport                                      |         |                            | Arbitrage : Miguel Bertolo Nogueira | Arbitrage : Miguel Bertolo Nogueira |

## Buteurs
Il y a eu 43 buts marqués en 20 matches, pour une moyenne de 2.15 buts par match (au 14 juin 2022).

### 7 buts
- Loïs Openda

### 4 buts
- Gustav Isaksen

### 2 buts
- Yorbe Vertessen
- Maurits Kjærgaard
- Enis Destan
- Glenn Middleton
- Abylaikhan Zhumabek

### 1 but
- William Bøving
- Mohamed Daramy
- Albert Grønbæk
- Jesper Lindstrøm
- Mathias Kvistgaarden
- Matt O'Riley
- Michel-Ange Balikwisha
- Amadou Onana
- Nicolas Raskin
- Killian Sardella
- Ignace Van der Brempt
- Furkan Bayır
- Gökdeniz Bayrakdar
- Bertuğ Yıldırım
- Barış Alper Yılmaz
- Kartal Yılmaz
- Tom Clayton
- Lewis Fiorini
- Ross Graham
- Stephen Kelly
- Maksim Samorodov
- Yerkebulan Seydakhmet